# Насильственная ассимиляция
Насильственная ассимиляция — действия государства или местных властей, сопровождающиеся открытым или скрытым принуждением по отношению к ассимилируемому этносу, приводящие к утрате национального языка, национальной культуры, традиций, совершаемые в области образования или в других социальных аспектах, направленные на искусственное ускорение процесса ассимиляции путем подавления или стеснения языка и культуры национальных меньшинств, давления на их самосознание.